# Пустынка (Ленинградская область)
Пу́стынка — деревня в Никольском городском поселении Тосненского района Ленинградской области.

## История
На карте Ингерманландии А. И. Бергенгейма, составленной по шведским материалам 1676 года, обозначена деревня Jakola.
На шведской «Генеральной карте провинции Ингерманландии» 1704 года, составленной по материалам 1678 года — Jackoila.
Как деревня Якойла она нанесена на «Географическом чертеже Ижорской земли» Адриана Шонбека 1705 года.
На карте Санкт-Петербургской губернии Я. Ф. Шмидта 1770 года она обозначена как деревня Яковлева.
Затем деревня Яковлева упоминается на карте Санкт-Петербургской губернии 1792 года А. М. Вильбрехта.
На карте Санкт-Петербургской губернии Ф. Ф. Шуберта 1834 года обозначена деревня Яковлева и при ней плитная ломка.
На карте профессора С. С. Куторги 1852 года также упоминается Яковлева.
В XIX — начале XX века на этой территории располагалась усадьба Толстых «Пустынька».
Число жителей деревни по X-ой ревизии 1857 года: 38 м. п., 33 ж. п..
Согласно «Топографической карте частей Санкт-Петербургской и Выборгской губерний» 1860 года деревня при мызе Пустынка называлась Алексеевка и насчитывала 6 дворов.

ПУСТЫНКА — деревня владельческая при реке Тосне и колодце, число дворов — 17, число жителей: 27 м. п., 35 ж. п. (1862 год)

Согласно подворной переписи 1882 года в деревне проживали 12 семей, число жителей: 31 м. п., 33 ж. п.; разряд крестьян — временнообязанные.
В 1884 году мызу Пустынка площадью 2712 десятин за 90 000 рублей приобрела жена действительного статского советника С. П. Хитрово.

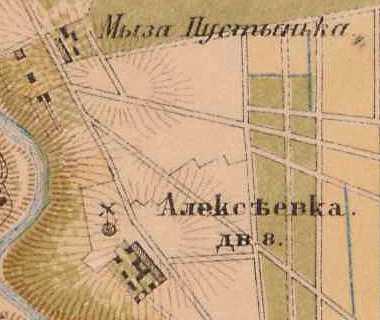
План деревни Пустынка. 1885 год

В 1885 году деревня при мызе Пустынька называлась Алексеевка и насчитывала 8 дворов, в деревне была ветряная мельница. По данным Материалов по статистике народного хозяйства в Шлиссельбургском уезде от 1885 года, 3 крестьянских двора в деревне (или 25 % всех дворов), занимались молочным животноводством.
По данным 1889 года в имении у С. П. Хитрово числились 6 лошадей и 3 коровы, сдавалась охота, имелись залежи плитняка, но известковый завод не работал. Хозяйством за 300 рублей в год занимался управляющий.
В 1900 году, согласно «Памятной книжке Санкт-Петербургской губернии», мыза Пустынка Софии Петровны Хитрово занимала всего 482 десятины.
В конце XIX — начале XX века деревня административно относилась к Никольской волости 1-го стана Шлиссельбургского уезда Санкт-Петербургской губернии.
По данным «Памятной книжки Санкт-Петербургской губернии» за 1905 год мыза Пустынка принадлежала вдове тайного советника Софии Петровне Хитрово.
К 1913 году количество дворов в деревне Пустынька увеличилось до 12.
С 1917 по 1921 год деревня Пустынка входила в состав Пустынского сельсовета Никольской волости Шлиссельбургского уезда.
С 1922 года в составе Ивановской волости.
С 1923 года в составе Гертовского сельсовета Октябрьской волости Ленинградского уезда.
С 1924 года в составе Никольского сельсовета.
С февраля 1927 года в составе Ульяновской волости. С августа 1927 года в составе Гертовского сельсовета Колпинского района Ленинградской области.
С 1928 года в составе Ульяновского сельсовета.
С 1930 года в составе Ульяновского поссовета Тосненского района.

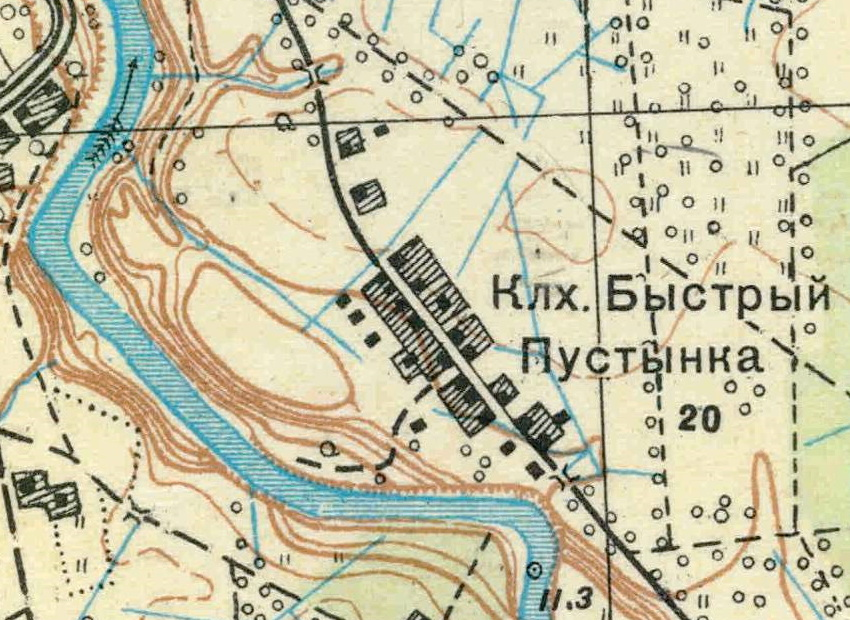
План деревни Пустынка. 1931 год

Согласно топографической карте 1931 года деревня называлась Пустынка (Колхоз Быстрый) и насчитывала 20 дворов.
По данным 1933 года деревня Пустынка в составе Тосненского района не значилась.
В 1939 году население деревни Пустынка составляло 181 человек.
С 1 августа 1941 года по 31 декабря 1943 года деревня находилась в оккупации.
С 1945 года вновь в составе Никольского сельсовета.
С 1958 года в составе Никольского поссовета Тосненского района.
С 1963 года Никольский поссовет подчинён Тосненскому горсовету.
По данным 1966, 1973 и 1990 годов деревня Пустынка также входила в состав Никольского поссовета.
В 1997 году в деревне Пустынка Никольского городского поселения проживали 114 человек, в 2002 году — 86 человек (русские — 94 %). В 2007 году — 79.

## География
Деревня расположена в северной части района на автодороге 41К-268 (подъезд к пос. Гладкое), к югу от административного центра поселения города Никольское.
Расстояние до административного центра поселения — 5 км.
Через деревню протекает река Тосна.

## Демография
| 1862 | 2007 | 2010 | 2017 |
| ---- | ---- | ---- | ---- |
| 62   | ↗79  | ↗80  | ↘61  |